# Lloseta
Lloseta er en by og kommune i det østlige Spanien på øen Mallorca i provinsen De Baleariske Øer. Den har et indbyggertal på 6.456 (2024) indbyggere.